# Хуан Модесто
Хуан Гийото Леон (на испански: Juan Guilloto León), известен повече като Хуан Модесто е испански генерал от републиканските правителствени сили по време на гражданската война в Испания.

## Биография
Хуан Гийото е роден в Кадис и работи в дъскорезница, преди да постъпи в испанската армия. Той служи в Мароко, ставайки ефрейтор на колониалните войски Регуларес, базирани в Лараш.
Хуан Гийото е свързан с Комунистическата партия на Испания (PCE) от 1930 г., а през 1933 г. е начело на Антифашистката милиция в Мадрид, което представлява паравоенни сили на партията.

### Испанска гражданска война
Когато Гражданската война в Испания избухва през юли 1936 г., Хуан Гийото участва в нападението над казармите Монтаня, а битката при Гуадарама се води в планинската верига Сиера де Гуадарама. Той е един от водачите на Пети полк, като от октомври 1936 г. става негов командир. Сражава се в Талавера де ла Рейна, Санта Олала и Илескас (септември 1936 г.), защитата на Мадрид и Втората битка на пътя за Коруня, както и в битката при Харама (февруари 1937 г.).
Хуан Гийото е повишен в подполковник от Народната армия и командир на 5-ти армейски корпус, участвайки в битките при Белчите, Брунете (юли) и Теруел (декември 1937 г. и януари 1938 г.). На 26 август 1938 г. е повишен в полковник и става началник на армията на Ебро.
След падането на Каталуния в ръцете на бунтовническата армия, Хуан Негрин назначава Модесто за генерал и ръководител на Централната армия на 2 март 1939 г.

### Битките около Мадрид
В края на август се премества в провинция Толедо, където ръководи батальон, опитвайки се да овладее настъплението на Франко към Мадрид. Той се отличава особено в битките с войските на Африканската армия по река Тежу по време на напредването им към Мадрид, подчертавайки своите намеси в Талавера, Санта Олала, Толедо или Илескас. По време на боевете в района на Талавера-Санта Олала се разкрива като автентичен военен командир, като координира действията на милициите и редовните части (Guardias de asalto) под негово командване. През ноември отново се откроява по време на обсадата на Мадрид.

### Изгнание
След преврата на Касадо, на 6 март Модесто напуска Испания със самолет. След това заминава за Съветския съюз, чието правителство признава военното му звание.
По време на Втората световна война служи в Червената армия и българските комунистически сили. Победен в битката с Хосе Диас за контрол над Комунистическата партия, той заминава за Прага.
Модесто написва книга за своя опит по време на войната в 5-ти полк, озаглавена Soy del Quinto Regimento (Аз съм от петия полк), публикувана в Париж през 1969 г. Умира в Прага през 1969 г.